# Angustipes
Angustipes is een geslacht van weekdieren uit de klasse van de Gastropoda (slakken).

## Soort
- Angustipes difficilis (Colosi, 1922)